# Helmut Kurz
Helmut Kurz (* 1937) ist ein ehemaliger deutscher Skispringer und Skisprungtrainer.

## Werdegang
Sein internationales Debüt gab Kurz bei der Vierschanzentournee 1957/58. Bereits beim Auftaktspringen auf der Schattenbergschanze in Oberstdorf erreichte er einen guten 28. Platz, bevor er auf der Großen Olympiaschanze in Garmisch-Partenkirchen auf den 39. Platz sprang. In Innsbruck und Bischofshofen landete er auf den Plätzen 21 und 24, womit er zum Ende der Tournee mit 772,7 Punkten Platz 22 der Gesamtwertung erreichte. Bei der Vierschanzentournee 1958/59 sprang er in Oberstdorf und Innsbruck erstmals in die Top 20. Noch besser lief er bei der folgenden Vierschanzentournee 1959/60. In Oberstdorf stand er mit dem dritten Rang zum ersten Mal auf dem Podium. Nach zwei Top-20-Platzierungen verpasste er als Vierter auf der Paul-Außerleitner-Schanze in Bischofshofen nur knapp sein zweites Podium. In der Gesamtwertung erreichte er mit Rang fünf das beste Resultat in seiner Karriere. Bereits 1959 war Kurz Bayrischer Meister im Skispringen.
Für die Olympischen Winterspiele 1960 in Squaw Valley nahm er wenige Tage vor der Eröffnungsfeier am Ausscheidungsspringen teil, scheiterte dabei einfach und gehörte daher nicht zur Olympiamannschaft.
Zur Vierschanzentournee 1960/61 gelang es Kurz nicht, an den Erfolg aus dem Vorjahr anzuknüpfen. Am Ende reichte es nur zu Rang 32 der Gesamtwertung. Auch im folgenden Jahr kam er nicht über den 40. Rang hinaus. Bei der Nordischen Skiweltmeisterschaft 1962 in Zakopane sprang Kurz auf den 43. Platz von der Normalschanze. Von der Großschanze erreichte er Rang 33.
Zur Vierschanzentournee 1962/63 gelang es Kurz erstmals wieder, in der Gesamtwertung einen Top-20-Platz zu erreichen. Mit 729,1 Punkten landete er auf Rang 15. Nach einer schlechten Vierschanzentournee 1963/64, bei der er nur in Oberstdorf startete und nach Platz 25 dort am Ende der Tournee den 70. Platz der Gesamtwertung erreichte, konnte er bei der Vierschanzentournee 1964/65 in Garmisch-Partenkirchen überraschend mit dem dritten Platz das zweite Tournee-Podium seiner Karriere erreichen. Trotz dieses Erfolgs brach er nach dem Springen die Tournee ab und wurde 17. in der Gesamtwertung. Bei seiner letzten Vierschanzentournee 1965/66 kam Kurz in keinem der Springen unter die besten 50 und beendete daraufhin nach der Saison seine aktive Skisprungkarriere.
Nach dem Ende seiner aktiven Skisprungkarriere war Kurz als Skisprungtrainer aktiv und betreute unter anderem die deutsche Nationalmannschaft. Seit 16. Mai 2002 ist Kurz Ehrenmitglied des SK Berchtesgaden.

## Erfolge

### Vierschanzentournee-Platzierungen
| Saison  | Platz | Punkte |
| ------- | ----- | ------ |
| 1957/58 | 22.   | 772,7  |
| 1958/59 | 26.   | 739,6  |
| 1959/60 | 05.   | 849,0  |
| 1960/61 | 32.   | 752,2  |
| 1961/62 | 40.   | 759,2  |
| 1962/63 | 15.   | 729,1  |
| 1963/64 | 70.   | 392,1  |
| 1964/65 | 17.   | 753,3  |
| 1965/66 | 50.   | 626,4  |